# Isabelle Stevenson Award
L'Isabelle Stevenson Award è un premio filantropico non competitivo presentato come parte dei Tony Awards per "riconoscimento a un individuo della comunità teatrale che ha dato un contributo sostanziale di tempo e sforzi volontari a favore di una o più organizzazioni umanitarie, di servizi sociali o di beneficenza, indipendentemente dal fatto che tali organizzazioni siano correlate al teatro". Prende il nome da Isabelle Stevenson, una ballerina famosa a livello mondiale ed è stata presidente e in seguito presidente del consiglio di amministrazione dell'American Theatre Wing fino alla sua morte nel 2003. I destinatari del riconoscimento sono scelti dal Comitato di amministrazione del Tony Award.
L'American Theatre Wing e la Broadway League consegnano al vincitore una copia di un medaglione circolare in ottone e bronzo disegnato dal direttore artistico Herman Rosse durante una cerimonia annuale di premiazione a New York. Il premio è stato assegnato ogni anno a partire dalla 63ª edizione dei Tony Awards nel 2009. L'attrice Phyllis Newman è stata scelta come prima vincitrice per il suo lavoro nella fondazione della Phyllis Newman Women's Health Initiative nel 1995 e per aver raccolto 3,5 milioni di dollari per l'organizzazione. Da allora, altre sei donne e otto uomini hanno ricevuto il premio e nessuno lo ha vinto più di una volta. Altre personalità che hanno ricevuto il premio sono stati Rosie O'Donnell, Stephen Schwartz, Jerry Mitchell e Billy Porter.